# Železniška postaja Prestranek
Železniška postaja Prestranek je ena izmed železniških postaj v Sloveniji, ki oskrbuje bližnje naselje Prestranek.